# 1206 (szám)
Az 1206 (római számmal: MCCVI) az 1205 és 1207 között található természetes szám.

## A szám a matematikában
A tízes számrendszerbeli 1206-os a kettes számrendszerben 10010110110, a nyolcas számrendszerben 2266, a tizenhatos számrendszerben 4B6 alakban írható fel.
Az 1206 páros szám, összetett szám. Kanonikus alakja 21 · 32 · 671, normálalakban az 1,206 · 103 szorzattal írható fel. Tizenkét osztója van a természetes számok halmazán, ezek növekvő sorrendben: 1, 2, 3, 6, 9, 18, 67, 134, 201, 402, 603 és 1206.
Az 1206 egyetlen szám valódiosztó-összegeként áll elő, ez az 1194.

## Csillagászat
- 1206 Numerowia kisbolygó